# Milicz (województwo zachodniopomorskie)
Milicz – osada leśna w Polsce położona w województwie zachodniopomorskim, w powiecie myśliborskim, w gminie Boleszkowice. 
W latach 1975–1998 miejscowość administracyjnie należała do województwa gorzowskiego.